# 沃特伯里 (康涅狄格州)
沃特伯里（英語：Waterbury）是位于美国康涅狄格州紐哈芬郡諾格塔克河畔的一座城市，人口约11万（2005年）。